# Барон Эверингем
Барон Эверингем (англ. Baron Everingham) — английский аристократический титул, созданный в 1309 году для Адама Эверингема. После смерти 2-го барона в 1387/88 году перешёл в состояние бездействия.

## История титула
Титул барона Эверингема был создан 4 марта 1309 года, когда король Англии Эдуард II вызвал в парламент Адама Эверингема — представителя рыцарского рода, владевшего землями в Йоркшире, Линкольншире и Ноттингемшире (Эверингем — название одного из родовых поместий в Йоркшире). Сын Адама, носивший то же имя, умер в глубокой старости в 1387/88 году, пережив сына и внука. Потомков мужского пола у него не осталось, так что титул перешёл в состояние бездействия, а семейные владения были поделены между двумя внучками барона.
Носители
- Адам Эверингем, 1-й барон Эверингем (умер в 1341);
- Адам Эверингем, 2-й барон Эверингем (около 1307—1387/88)[3][4].